# Shaula
Shaula je formální název hvězdy Lambda v souhvězdí Štíra. V Bayerově označení se označuje λ Scorpii nebo λ Sco, jinak též Lambda Sco. Je to druhá nejjasnější hvězda v souhvězdí Štíra a jedna z nejjasnějších hvězd na obloze.
Shaula je trojhvězda skládající se ze dvou hvězd Třídy B a hvězdy před hlavní posloupností. Hlavní složka má vysokou povrchovou teplotu – 25 000 K. Její hmotnost činí 11 hmotností Slunce. Změny v jejím spektru ukazují, že okolo ní obíhá neviditelný průvodce s periodou necelých 6 dní. Jeho hmotnost se odhaduje na 1,8 Sluncí. Ještě dál obíhá druhý průvodce, rovněž Třídy B, jehož hmotnost činí 8 hmotností Slunce.

## Název
Jméno Shaula pochází z arabského الشولاء al-šawlā´ s významem „zvednutý ocas“. V roce 2016 ustanovila Mezinárodní astronomická unie pracovní skupinu pro pojmenování hvězd (WGSN) s cílem katalogizovat a standardizovat jména hvězd. První seznam WGSN z července 2016 zahrnuje tabulku prvních dvou skupin jmen podle WGSN, jež zahrnuje Shaula pro hvězdu λ Štíra Aa.

## Vlastnosti
Shaula se nachází ve vzdálenosti 570 světelných let od Slunce.